# BlueMotion
Blue Motion — торговая марка для некоторых моделей автомобилей концерна Volkswagen с акцентом на более высокую экономичность.

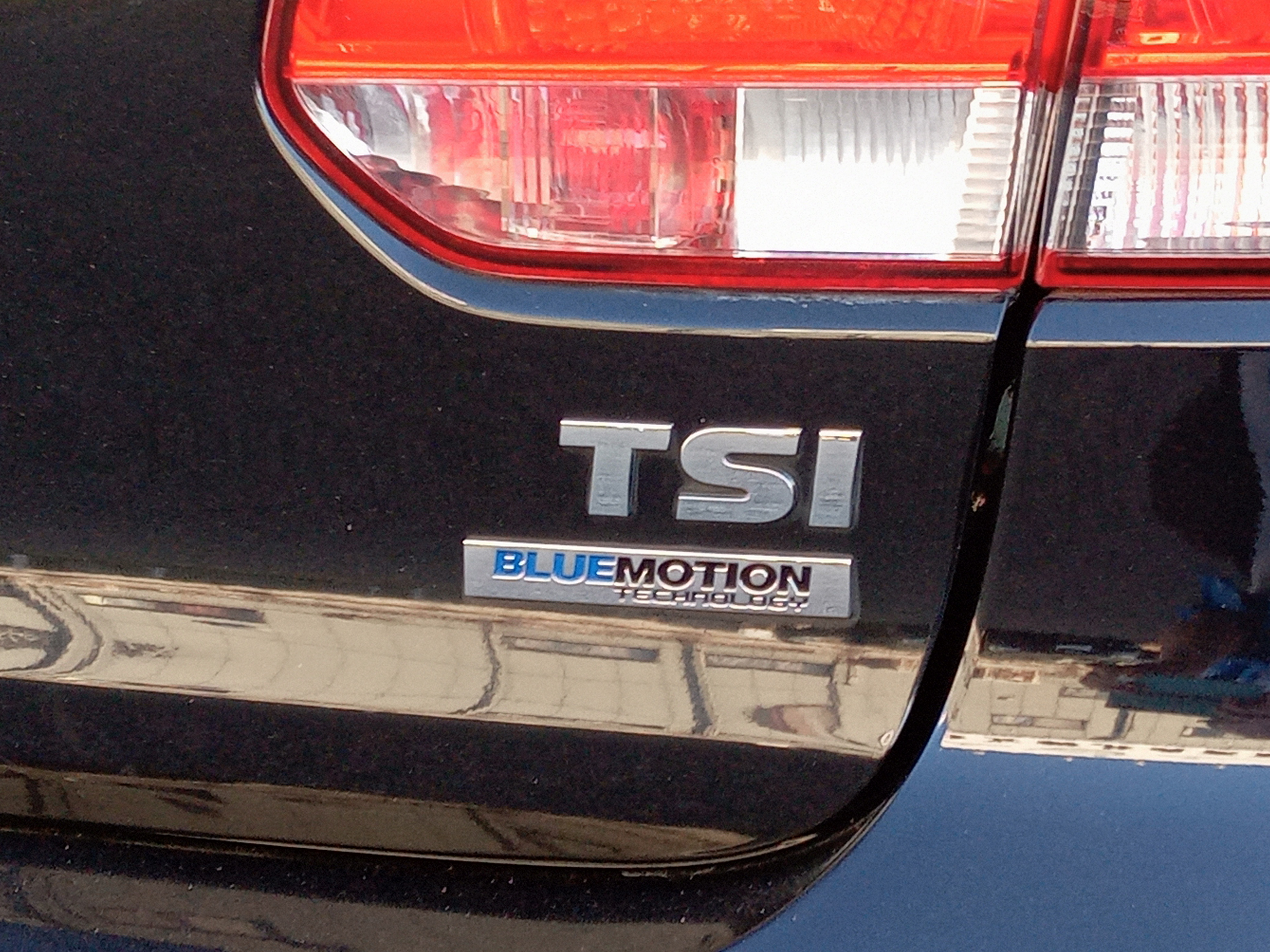
Логотип BlueMotion

В 2006 году Volkswagen впервые представляет Mk4 Polo BlueMotion, а в 2007 была выпущена версия, основанная на текущем Passat. Позже, технология использовалась в моделях SEATов, таких как SEAT Ibiza или SEAT León под маркой «EcoMotive», а также в Škoda Fabia и Škoda Superb под названием GreenLine. В 2008 были выпущены версии BlueMotion Golf Mk5 и Touran. Название имеет отношение к голубому цвету логотипа концерна Volkswagen со словом «движение», добавленное, чтобы указывать на «мобильность». Есть версия, что название подражает марке BlueTEC концерна Daimler AG.
В моделях BlueMotion Polo и Ibiza Ecomotive используется специальный трехцилиндровый дизельный двигатель объемом 1,4 л с системой непосредственного впрыска с турбонаддувом (TDI), который может развивать мощность до 59 кВт (80 л.с.) и достигать расхода топлива 3,9 л/100 км (72 миль на галлон(брит), 60 миль на галлон (США)) при выработке всего лишь 102 граммов СО2 на километр. Обе цифры меньше, чем заявленные на гибриде Toyota Prius.
На BlueMotion Golf Mk6 используется TDI двигатель объемом 1,6 л, на Polo Mk5 — 1,2 л.

## Технология
Фольксвагены c BlueMotion используют уже существующие технологии для улучшения стандартных двигателей и транспортных средств.
В настоящее время стратегия BlueMotion сосредоточена на трех областях улучшения:
- Двигатель. Пересмотрена компьютерная модель двигателя, добавлены сажевые фильтры и окислительно-каталитические нейтрализаторы выхлопных газов для улучшения потребления топлива и снижения уровня NOx. В более современных воплощениях также есть Система «старт-стоп», которая останавливает и запускает двигатель при коротких остановках (красный свет светофора, затор и т.д.).
- Трансмиссия. На двух последних скоростях используют более высокие передаточные числа, чем в стандартных передаточных коробках двигателей с непосредственным впрыском с турбонаддувом (TDI).
- Пониженное сопротивление качению. Сниженное сопротивление шин и улучшенная аэродинамика за счет заниженной подвески, модернизированного спойлера и дополнительного усовершенствования низа автомобиля. Таким образом проходящий воздух создает меньшее сопротивление, уменьшая расход топлива.

## Рекорд
В сентябре 2010 года журналист британского издания Sunday Times Гэвин Конуэй установил рекорд, проехав на Volkswagen Passat с системой BlueMotion без дозаправки 2464 км. На авто был установлен дизельный двигатель объемом 1,6л и мощностью 105 л.с., а в баке умещалось 77 литров дизельного топлива. При этом расход составил 3,14 литров на 100 км, а время поездки 34 часа.